# Mao Abe
Mao Abe (jap. 阿部 真央, Abe Mao; * 24. Januar 1990 in Ōita, Japan) ist eine japanische Singer-Songwriterin.

## Leben
Mao Abe ist Singer-Songwriterin im Genre J-Pop. Sie singt und spielt Gitarre und Klavier. Seit 2008 ist sie bei der Agentur Yamaha Music Artist und beim Label Pony Canyon unter Vertrag.
Sie begann ihre Live-Aktivitäten 2008. Am 27. Mai 2009 erschien ihre Debüt-Single Tsutaetai Koto / I wanna see you. Am 21. Januar 2009 erschien ihr erstes Album Free, das auf Platz 17 in den japanischen Oricon-Charts einstieg und am 27. Januar 2010 ihr Album Pop, das auf Platz 5 kam, wie auch ihre folgenden Studioalben sich regelmäßig in den japanischen Top 10 wiederfinden. Der A-Titel ihrer elften Single Believe in yourself wurde 2014 als Vorspanntitel für den Anime Baby Steps verwendet.

## Diskografie

### Studioalben
| Jahr | Titel                                    | Höchstplatzierung, Gesamtwochen, AuszeichnungChartsChartplatzierungen (Jahr, Titel, Platzierungen, Wochen, Auszeichnungen, Anmerkungen) | Anmerkungen                              |
| Jahr | Titel                                    | JP | Anmerkungen                              |
| ---- | ---------------------------------------- | --- | ---------------------------------------- |
| 2009 | Free (ふりぃ) Furī                       | JP17 (12 Wo.)JP | Erstveröffentlichung: 21. Januar 2009    |
| 2010 | Pop (ポッぷ) Poppu                       | JP5 (16 Wo.)JP | Erstveröffentlichung: 27. Januar 2010    |
| 2011 | Su. (素。) Naked                         | JP6 (10 Wo.)JP | Erstveröffentlichung: 1. Juni 2011       |
| 2012 | Tatakai wa Owaranai (戦いは終わらない)   | JP6 (7 Wo.)JP | Erstveröffentlichung: 6. Juni 2012       |
| 2013 | Anata o Suki na Watashi (貴方を好きな私) | JP7 (6 Wo.)JP | Erstveröffentlichung: 28. August 2013    |
| 2015 | Oppajime! (おっぱじめ!)                  | JP7 (7 Wo.)JP | Erstveröffentlichung: 18. Februar 2015   |
| 2017 | Babe.                                    | JP14 (5 Wo.)JP | Erstveröffentlichung: 15. Februar 2017   |
| 2018 | You                                      | JP18 (5 Wo.)JP | Erstveröffentlichung: 7. März 2018       |
| 2023 | Not Unusual                              | JP22 (1 Wo.)JP | Erstveröffentlichung: 15. Februar 2023   |
| 2023 | Acoustic -Self Cover Album-              | JP32 (1 Wo.)JP | Erstveröffentlichung: 20. September 2023 |
| 2024 | NOW                                      | JP35 (2 Wo.)JP | Erstveröffentlichung: 7. August 2024     |

### Kompilationen
| Jahr | Titel                                                     | Höchstplatzierung, Gesamtwochen, AuszeichnungChartsChartplatzierungen (Jahr, Titel, Platzierungen, Wochen, Auszeichnungen, Anmerkungen) | Anmerkungen                           |
| Jahr | Titel                                                     | JP | Anmerkungen                           |
| ---- | --------------------------------------------------------- | --- | ------------------------------------- |
| 2014 | Single Collection 19–24 (シングルコレクション19-24)       | JP7 (8 Wo.)JP | Erstveröffentlichung: 20. August 2014 |
| 2019 | Mao Abe Best (阿部真央ベスト)                             | JP9 (4 Wo.)JP | Erstveröffentlichung: 23. Januar 2019 |
| 2019 | 阿部真央らいぶNo.8～10th Anniversary Special～@日本武道館 | JP133 (1 Wo.)JP | Erstveröffentlichung: 17. April 2019  |
| 2020 | Mada Ikemasu (まだいけます)                               | JP14 (5 Wo.)JP | Erstveröffentlichung: 22. Januar 2020 |
| 2021 | My Inner Child Museum                                     | JP62 (3 Wo.)JP | Erstveröffentlichung: 20. Januar 2021 |

### Livealben
| Jahr | Titel                                                                              | Höchstplatzierung, Gesamtwochen, AuszeichnungChartsChartplatzierungen (Jahr, Titel, Platzierungen, Wochen, Auszeichnungen, Anmerkungen) | Anmerkungen                         |
| Jahr | Titel                                                                              | JP | Anmerkungen                         |
| ---- | ---------------------------------------------------------------------------------- | --- | ----------------------------------- |
| 2015 | 5th Anniversary Abe Mao Live 2014 @ Nippon Budōkan (阿部真央らいぶ2014@日本武道館) | JP159 (1 Wo.)JP | Erstveröffentlichung: 11. März 2015 |

### Singles
| Jahr | Titel Album                                                                               | Höchstplatzierung, Gesamtwochen, AuszeichnungChartsChartplatzierungen (Jahr, Titel, Album, Platzierungen, Wochen, Auszeichnungen, Anmerkungen) | Anmerkungen                             |
| Jahr | Titel Album                                                                               | JP | Anmerkungen                             |
| ---- | ----------------------------------------------------------------------------------------- | --- | --------------------------------------- |
| 2009 | Tsutaetai Koto / I Wanna See You (伝えたいこと / I Wanna See You) Pop                     | JP19 (10 Wo.)JP | Erstveröffentlichung: 27. Mai 2009      |
| 2009 | Anata no Koibito ni Naritai no desu (貴方の恋人になりたいのです) Pop                      | JP19 Gold (Digital) · (5 Wo.)JP | Erstveröffentlichung: 5. August 2009    |
| 2010 | Itsu no Hi mo (いつの日も) Pop                                                            | JP12 (5 Wo.)JP | Erstveröffentlichung: 13. Januar 2010   |
| 2010 | Lonely (ロンリー) Ronrī Su.                                                               | JP22 Gold (Mobile Downloads) · (5 Wo.)JP | Erstveröffentlichung: 9. Juni 2010      |
| 2010 | 19sai no Uta (19歳の唄) Su.                                                               | JP20 (3 Wo.)JP | Erstveröffentlichung: 3. November 2010  |
| 2011 | Mottō. / Hikari (モットー。 / 光) Su.                                                     | JP20 (3 Wo.)JP | Erstveröffentlichung: 18. Mai 2011      |
| 2011 | Soba ni Ite (側にいて) Tatakai wa Owaranai                                                | JP22 (4 Wo.)JP | Erstveröffentlichung: 16. November 2011 |
| 2012 | Sekai wa Mada Kimi o Shiranai (世界はまだ君を知らない) Tatakai wa Owaranai                | JP22 (4 Wo.)JP | Erstveröffentlichung: 16. Mai 2012      |
| 2013 | Saigo no Watashi (最後の私) Anata o Suki na Watashi                                       | JP20 (4 Wo.)JP | Erstveröffentlichung: 6. März 2013      |
| 2013 | Anata ga Suki na Watashi / Boyfriend (貴方が好きな私 / Boyfriend) Anata o Suki na Watashi | JP28 (2 Wo.)JP | Erstveröffentlichung: 26. Juni 2013     |
| 2014 | Believe in Yourself Single Collection 19—24 / Oppajime!                                   | JP31 (5 Wo.)JP | Erstveröffentlichung: 21. Mai 2014      |
| 2014 | Sorezore Aruki dasō (それぞれ歩き出そう) Oppajime!                                        | JP29 (3 Wo.)JP | Erstveröffentlichung: 22. Oktober 2014  |
| 2015 | You Changed My Life –                                                                     | JP37 (2 Wo.)JP | Erstveröffentlichung: 18. November 2015 |
| 2016 | Don’t Let Me Down –                                                                       | JP54 (2 Wo.)JP | Erstveröffentlichung: 25. Mai 2016      |
| 2016 | 女たち Women –                                                                            | JP92 (1 Wo.)JP | Erstveröffentlichung: 24. August 2016   |
| 2018 | 変わりたい唄 Songs I Want to Change –                                                     | JP53 (1 Wo.)JP | Erstveröffentlichung: 24. Oktober 2018  |
| 2019 | Kimi no Uta / Kotae –                                                                     | JP35 (2 Wo.)JP | Erstveröffentlichung: 8. Mai 2019       |
| 2019 | どうしますか、あなたなら What would you do, would you –                                   | JP57 (2 Wo.)JP | Erstveröffentlichung: 21. August 2019   |

### Videoalben
| Jahr | Titel | Höchstplatzierung, Gesamtwochen, AuszeichnungChartsChartplatzierungen (Jahr, Titel, Platzierungen, Wochen, Auszeichnungen, Anmerkungen) | Anmerkungen                              |
| Jahr | Titel | JP | Anmerkungen                              |
| ---- | --- | --- | ---------------------------------------- |
| 2011 | Abe Mao Live No. 2 @ Zepp Tokyo (阿部真央らいぶNo.2@Zepp Tokyo)                                                        | JP33 (4 Wo.)JP | Erstveröffentlichung: 27. Juli 2011      |
| 2012 | Abe Mao Live No. 4 @ Shibuya Kōkaidō (阿部真央らいぶNo.2@渋谷公会堂)                                                   | JP18 (2 Wo.)JP | Erstveröffentlichung: 5. Dezember 2012   |
| 2014 | Abe Mao Live No. 5 @ Tokyo Kokusai Forum (阿部真央らいぶNo.5@東京国際フォーラム)                                       | JP45 (2 Wo.)JP | Erstveröffentlichung: 19. März 2014      |
| 2015 | 5th Anniversary Abe Mao Live 2014 @ Nippon Budokan (5th Anniversary 阿部真央らいぶ2014@日本武道館)                     | JP26 (3 Wo.)JP | Erstveröffentlichung: 11. März 2015      |
| 2016 | Mao Abe No.6@ Tokyo International Forum (阿部真央らいぶNo.6@東京国際フォーラム)                                        | JP26 (2 Wo.)JP | Erstveröffentlichung: 1. Juni 2016       |
| 2017 | Mao Abe No.7@ Tokyo International Forum (阿部真央らいぶNo.7@東京国際フォーラム)                                        | JP42 (1 Wo.)JP | Erstveröffentlichung: 20. September 2017 |
| 2019 | Mao Abe Raibu No.8~10th Anniversary Special~@Japan Budokan (阿部真央らいぶNo.8～10th Anniversary Special～@日本武道館) | JP26 (1 Wo.)JP | Erstveröffentlichung: 17. April 2019     |